# 犬井鉄郎
犬井 鉄郎（いぬい てつろう、1905年6月26日 - 1989年10月4日）は、日本の数学者。専門は応用数学。京城大学理工学部、東京大学工学部力学教室、中央大学理工学部で教鞭をとる。

## 著書

### 訳書
- 物質構造論―原子・分子・固体の量子力学 (1971年) (物理学叢書〈31〉). 吉岡書店 東京 丸善.

### 単著
- 微分方程式概論 (1948年). 壮文社.
- 特殊関数. 岩波書店.
- 応用偏微分方程式論. 岩波書店.
- 応用数学講座 偏微分方程式とその応用, コロナ社（1982/04発売）

### 共著
- 応用群論-群表現と物理学, 裳華房.
- 岩波講座 基礎数学 数理物理に現れる偏微分方程式 解析学(II)iv by 藤田宏 （著）, 池部晃生 （著）, 犬井鉄郎 （著）, 高見頴郎 （著）. 岩波書店.
- 複素函数論 (東京大学基礎工学) by 犬井鉄郎 （著）, 石津武彦 （著）. 東京大学出版会.
- 解析学 (岩波講座 基礎数学) by 藤田宏 （著）, 犬井鉄郎 （著）, 金子晃 （著）, 池部晃生 （著）, 高見穎郎 （著）. 岩波書店.
- ベクトル・テンソルおよびその応用(1) by 犬井鉄郎 （著）, 本間仁 （著）, コロナ社.
- 群表現と原子及び分子 (1950年) by 犬井鉄郎 （著）, 柳川禎章 （著）, 裳華房.
- 級数および直交関数系 (応用数学講座) by 犬井鉄郎 （著）, 本間仁 （著）, コロナ社.
- 関数論とその応用 (応用数学講座) by 犬井鉄郎 （著）, 石津武彦 （著）, コロナ社.
- マトリクスとその応用 (応用数学講座) by 犬井鉄郎 （著）, 西垣久実 （著）, コロナ社.

## 主な和文著作

### 博士論文
- 犬井鉄郎. (1942). 水素分子の理論に対する一寄与 (東京帝国大学).

### 解説記事
- 犬井鉄郎(1956). 特殊函数に関する問題. 科学, 26(11).
- 犬井鉄郎(1960). イオン結晶の最近の話題. 日本物理学会誌, 15(3), 167-169.
- 犬井鉄郎(1960), イオン結晶・格子欠陥」『日本物理学会誌』 15巻 3号 p.136-138, 日本物理学会, doi:10.11316/butsuri1946.15.136
- 犬井鉄郎(1970). 自然界にあらわれる群結晶の自己同形群とその周辺 (有限群 (特集)). 数理科学, 8(12), 55-64.
- 犬井鉄郎(1971). 音子による励起子の非弾性散乱の理論: 東大物性研張紀久夫氏未発表研究の紹介 (Lattice Green's Function).

### 論文
- 犬井鉄郎, & 植村泰忠. (1949). 着色イオン結晶の分光理論 I. 物性論研究, 1949(20), 12-28.
- 犬井鉄郎, & 植村泰忠. (1949). 着色イオン結晶の分光理論 II. 物性論研究, 1949(20), 41-54.
- 犬井鉄郎, 植村泰忠, & 豊澤豊. (1951). 着色アルカリハライドの分光理論. III. 物性論研究, 1951(35), 1-10.
- 犬井鉄郎, 植村泰忠, & 豊沢豊. (1951). 着色イオン結晶の分光理論 IV. 物性論研究, 1951(38), 42-49.
- 豊沢豊, 犬井鉄郎, & 植村泰忠. (1951). イオン結晶中の附加電子の運動と電子捕獲中心体の取扱い. 物性論研究, 1951(44), 62-101.
- 犬井鉄郎, & 三村宏. (1957). シリコンの不純物準位の電子的構造. 物性論研究, 1957(105), 62-75.
- 犬井鉄郎, & 三村宏. (1958). 格子欠陥における常磁性共鳴吸収. 応用物理, 27(11), 643-651.

### 犬井鉄郎に関する記述を含む文献
- 数物学会の分離と二つの科学、日本物理学会の記事
- 固体物理学と産業をつないで (PDF) 、応用物理学会の記事
- 藤田宏、「自伝的な数理科学ノート 老いたる馬は道を忘れず ...... 平家物語」『数学』 1997年 49巻 1号 p.89-96, doi:10.11429/sugaku1947.49.89